# パワーバルジ

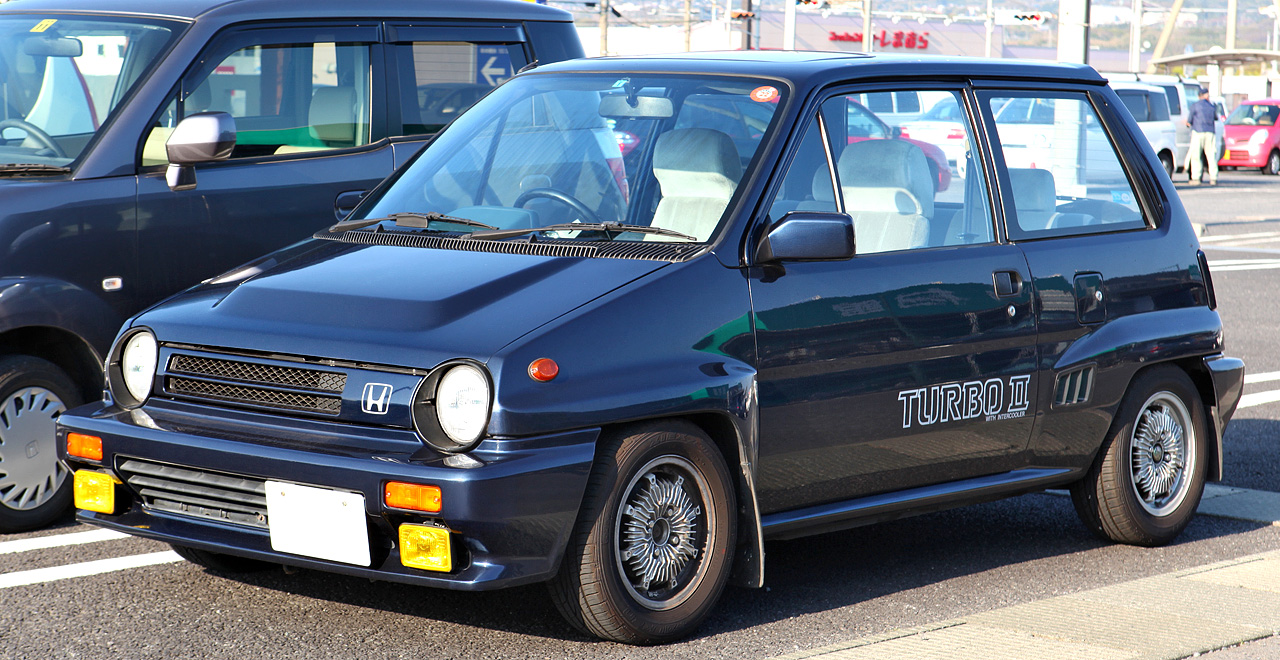
パワーバルジを持つホンダ・シティ ターボII。既存車へ空冷インタークーラーを装備するにあたり、これを納めるために初代に続きパワーバルジが採用された。

パワーバルジとは、自動車のボンネット上の膨らみ（バルジ）のこと。

## 概要
1950年代のアメリカ合衆国では、自動車のオーナーの中に、独自にエンジンを換装したり補機類を追加するなど、大掛かりな改造を行う者が現れるようになった。この過程で、エンジン等がボンネットに干渉する場合には、ボンネットを部分的に膨らませる改造が行われたことから、市販車にもダミーを含めデザインの要素の一つとして取り入れられるようになった。
1960年代後半以降のアメリカ車（マッスルカー）や日本車に、しばしば採用されることとなった。
近年ではZ33型フェアレディZがマイナーチェンジでのエンジン変更によりエンジンブロック全高が高くなったため、ボンネットフードに初代S30型を彷彿とさせるパワーバルジが採用された。